# Société des mines de Meurchin
Die Société de Meurchin (Bergwerk Meurchin) war ein Bergbauunternehmen, das ab 1854 Kohle in Bauvin, Meurchin, Wingles, Billy-Berclau und Carvin im Bergbaubecken Nord – Pas-de-Calais abgebaut hat und 1920 von der Bergwerkgesellschaft Lens aufgekauft wurde.

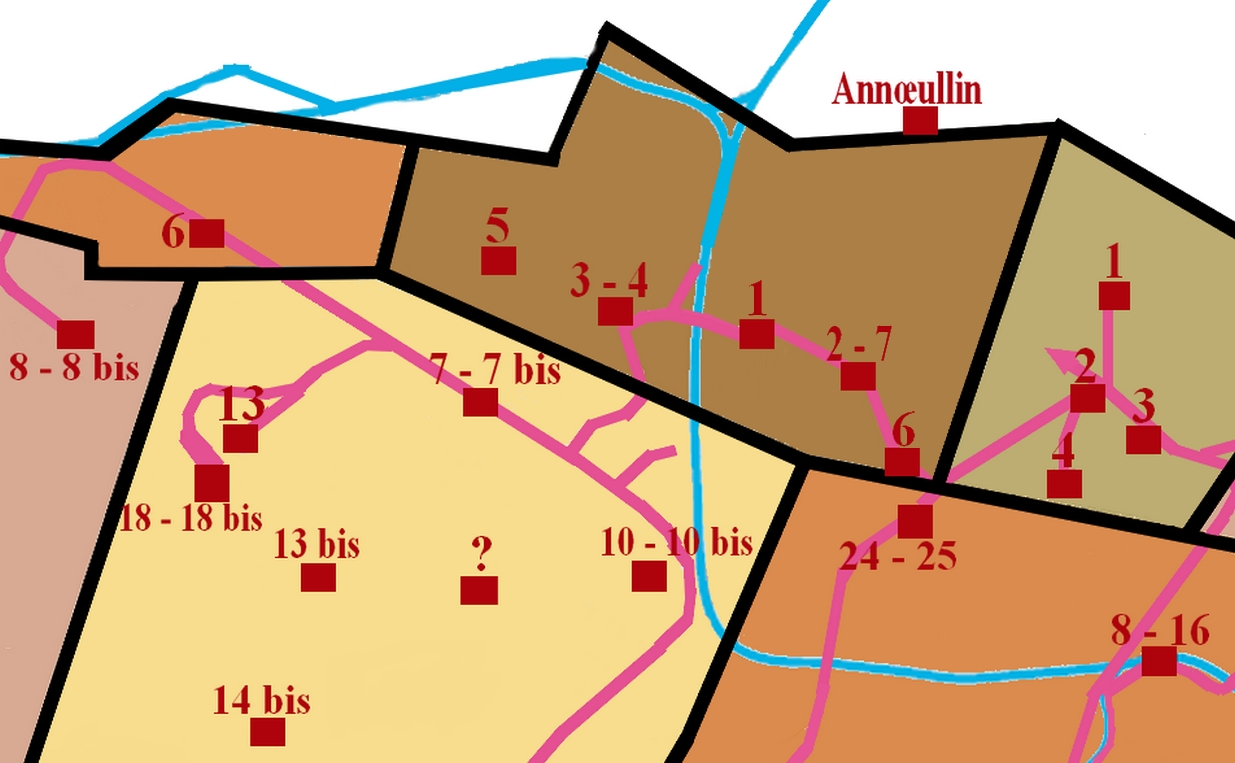
Berechtsame, Lage der Schächte und Zechenbahnen von Meurchin

## Geschichte

### Exploration und Gründung
Die in Béthune ansässige Gesellschaft Daquin et Cie führte ab Herbst 1856 Probebohrungen am Kanal de Deûle und 300 m nördlich des Konzessionsgebietes von Lens durch und konnte in 119 m Teufe ein Kohlenflöz mit einer Mächtigkeit von 0,30 m und wenig später ein weiteres bei 133 m von 0,55 m aufdecken. Unmittelbar nach der Aufdeckung der Flöze, im Februar 1857, wurde die Société houillère de Meurchin gegründet und Daquin in eine Betriebsgesellschaft umgewandelt, die sofort mit den Teufarbeiten für einen ersten Schacht begann. Erstere erhielt am 19. Dezember 1860 eine Konzession zur Förderung von Steinkohle auf einer Fläche von 16,26 km². Zahlreiche andere Unternehmungen wie z. B. die Bergwerksgesellschaften von Lens und Courrières, die ebenfalls in diesem Gebiet Probebohrungen durchgeführt hatte, gingen leer aus.

### Die Entwicklung bis 1914
Die Berechtsame des Bergwerks betrug 16,26 km². Anfänglich gestaltete sich die Förderung auf Schacht 1, der 1859 schon vor der Erteilung der Konzession in Betrieb genommen worden war, eher schwach. Erst durch das Abteufen weiterer Schächte verbesserten sich die Förderergebnisse.
| Jahr | Gesamt-förderung | Zahl der Arbeiter | Förderung pro Arbeiter |
| ---- | ---------------- | ----------------- | ---------------------- |
| 1859 | 4.512 t          | ?                 | ?                      |
| 1860 | 38.708 t         | ?                 | ?                      |
| 1861 | 40.650 t         | ?                 | ?                      |
| 1862 | 44.605 t         | ?                 | ?                      |
| 1863 | 55.378 t         | ?                 | ?                      |
| 1864 | 55.320 t         | ?                 | ?                      |
| 1865 | 68.399 t         | ?                 | ?                      |
| 1866 | 69.979 t         | ?                 | ?                      |
| 1867 | 49.253 t         | ?                 | ?                      |
| 1868 | 51.471 t         | ?                 | ?                      |
| 1869 | 57.612 t         | 377               | 153 t                  |
| 1870 | 59.221 t         | ?                 | ?                      |
| 1871 | 62.150 t         | 393               | 158 t                  |
| 1872 | 80.060 t         | 408               | 196 t                  |
| 1873 | 89.076 t         | 408               | 218 t                  |
| 1874 | 82.911 t         | 408               | 203 t                  |
| 1875 | 80.593 t         | 408               | 198 t                  |
| 1876 | 67.380 t         | 408               | 165                    |
| 1877 | 83.031 t         | 607               | 177 t                  |
| 1878 | 107.057 t        | 724               | 144 t                  |
| 1879 | 109.738 t        | 716               | 153 t                  |

In den ersten 21 Jahren ihres Bestehens konnte das Bergwerk also insgesamt 1.357.104 t Steinkohle gewinnen.
Auffällig ist der deutliche Einbruch in der Produktion der Jahre von 1867 bis 1871. Gründe hierfür am Vorabend des Deutsch-Französischen Kriegs lassen sich nicht finden.

### Die Zeit des Ersten Weltkriegs
Wie die Bergwerke von Lens und Lievin war auch das von Meurchin massiv durch den Frontverlauf während des Ersten Weltkriegs stark betroffen. An eine Förderung war während der Kriegshandlungen nicht zu denken und zahlreiche Tagesanlagen fielen den gegenseitigen Bombardements von Mittelmächten und Alliierten zum Opfer.

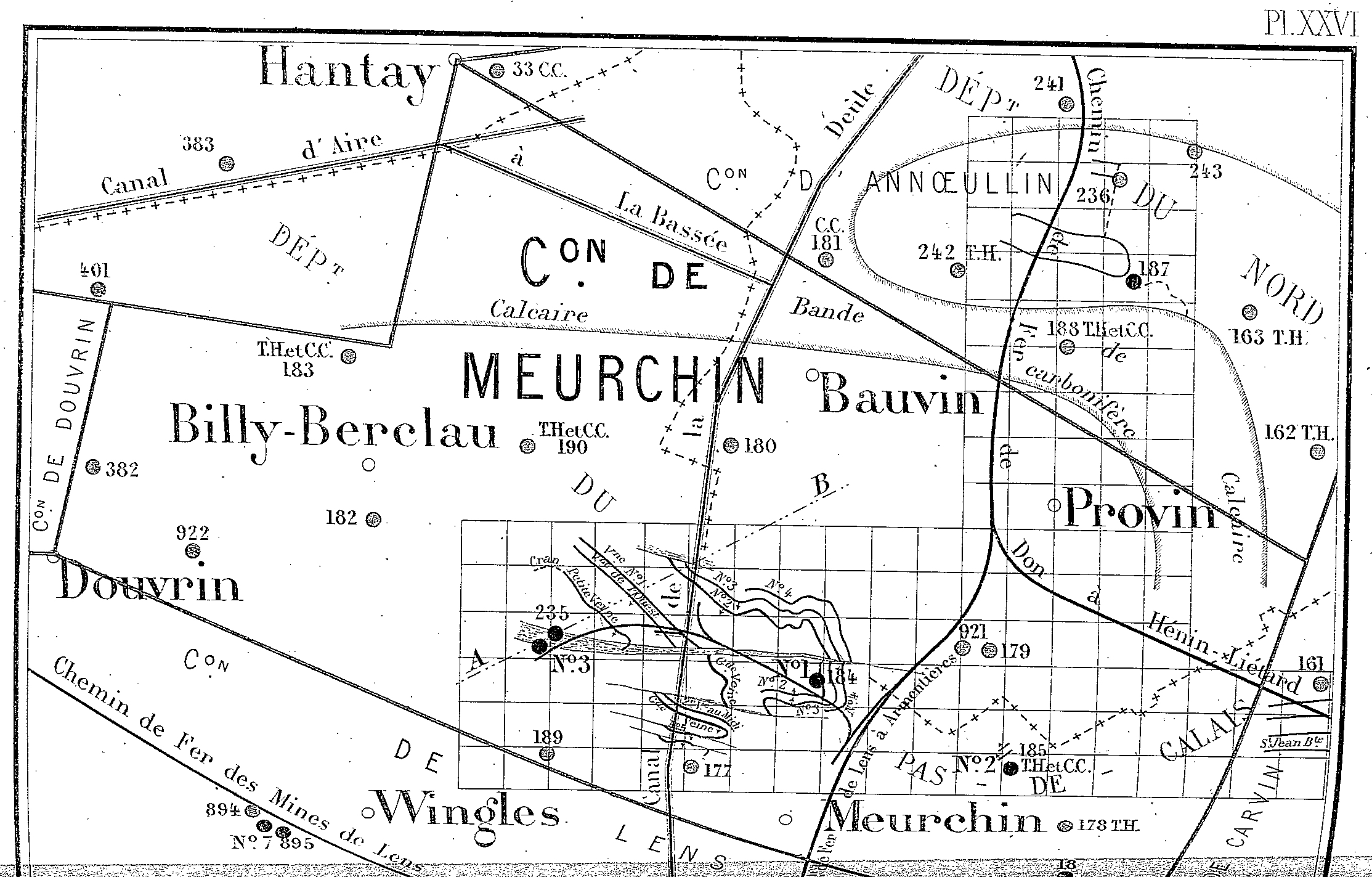
Grubenfeld und Tagesanlagen um 1880

### Die Übernahme durchLens
Bis zur Zerstörung im Ersten Weltkrieg verfügte das Bergwerk von Meurchin über fünf Schächte, eine Zentralwäsche und die Fabrik zur Produktion von Briketts und Eierkohlen. Im Jahr 1920 wurde die Gesellschaft von Meurchin liquidiert und von Bergwerk Lens übernommen. Die durch die Kriegshandlungen zerstörten Tagesanlagen wurden in deren Stil, wie er in der Zwanziger Jahren gepflegt wurde, wieder aufgebaut. Die Schächte behielten weiterhin ihre ursprünglichen Nummern.

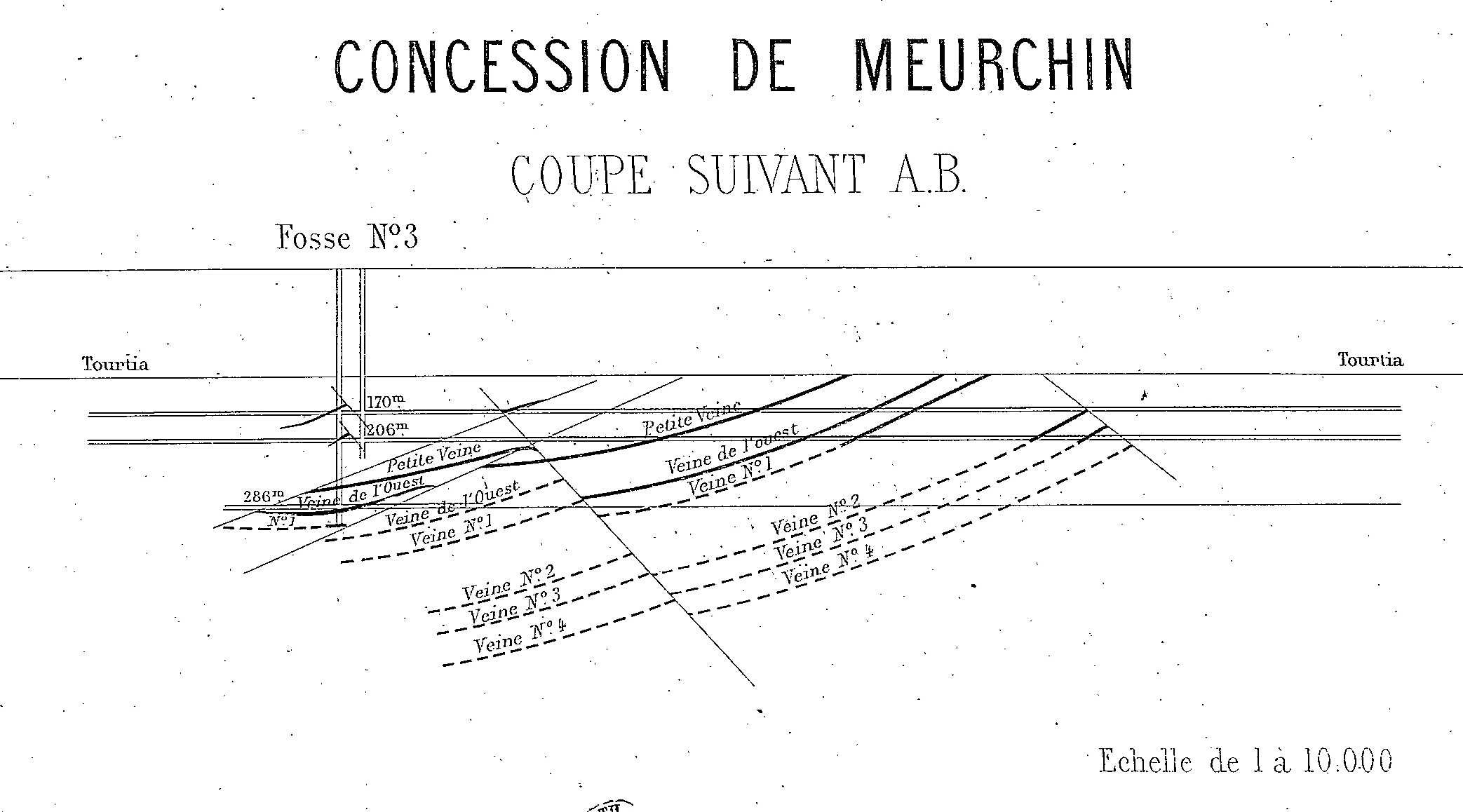
Querschnitt durch die Lagerstätten von Schachtanlage 3/4 um 1880

## Lagerstätten
„Bei den Schächten 1 und 3 wurden sechs Flöze vorgefunden und abgebaut, von denen vier zwischen 0,90 m und 1,20 m dick waren und hauptsächlich im Westen über eine ziemlich große Ausdehnung verfügten. [...] Zusätzlich zu diesen sechs Schichten, deren Steinkohle 13% flüchtige Stoffe (Magerkohle) enthielt, entdeckte man bei Schacht 1 im Süden drei weitere Flöze, die mächtiger als die vorhergehenden waren und 15 bis 16% flüchtige Stoffe (Esskohle) enthielten, nämlich
- Dickes Flöz (grand veine) mit einer Mächtigkeit von 1,10 m
- Flöz 2 (veine du midi) 0,7 m
- Flöz 5   0,85 m

Diese letztgenannten Flöze [...] wurden von Schacht 1 aus abgebaut, waren aber teilweise sehr gestört.
Die in 167 m und 205 m vorgefundenen Flöze bei Schacht 3 mit flüchtigen Bestandteilen von 16 % waren so gestört, dass man auf einen ernsthaften Abbau verzichtete.
Die [...] Details über das Zusammentreffen von kohlenstoffhaltigem Kalkstein und schwefelhaltigem Wasser zeigten, dass für die Flözabfolge im östlichen Teil des Konzessionsgebietes von Meurchin eine Hebung oder eine große Verwerfung stattgefunden haben muss.“.

## Schachtanlagen und Förderzahlen

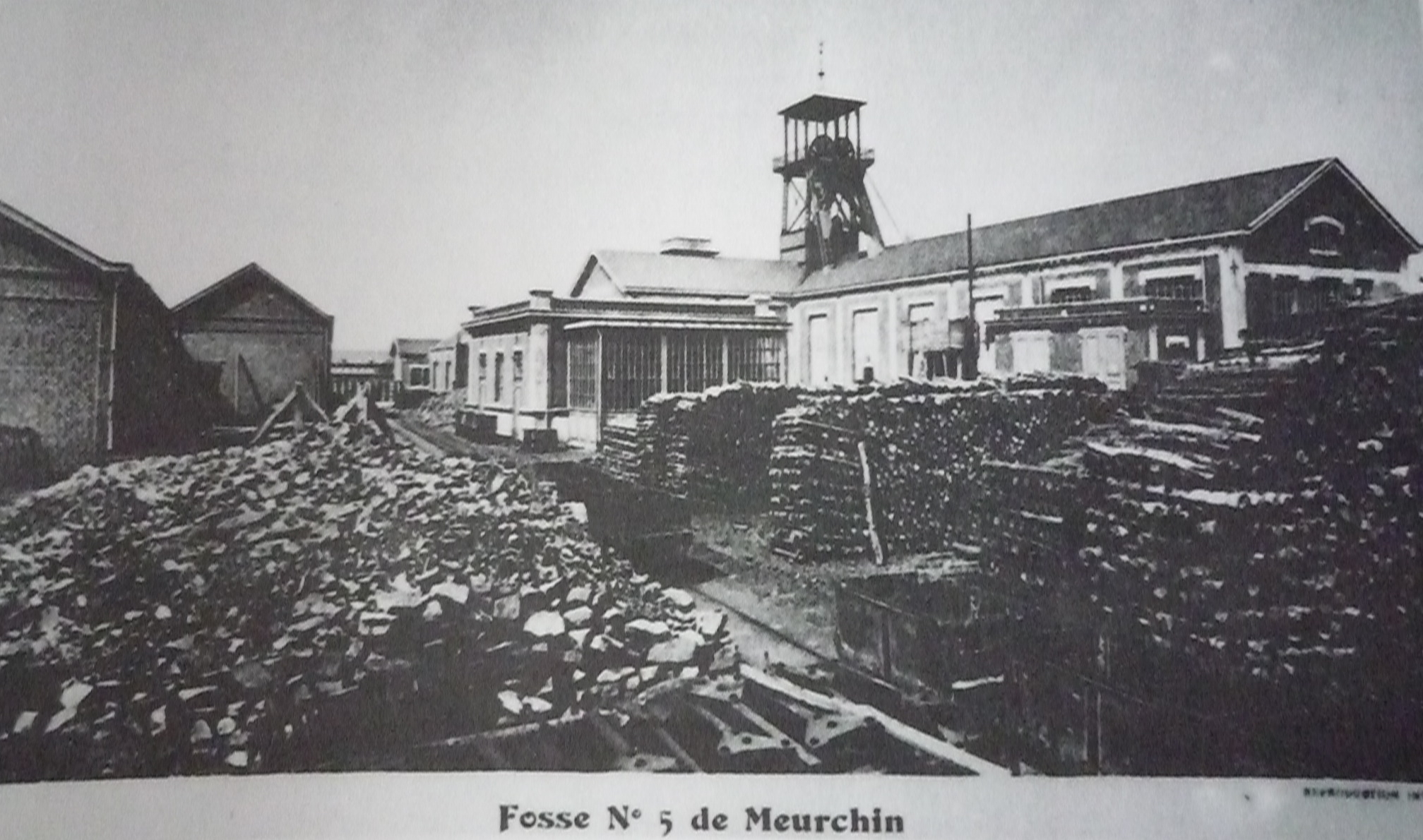
Schacht 5 um 1910 in Billy-Berclau

Die folgende Übersicht über die Schachtanlagen und deren Förderzahlen fasst alle Ergebnisse vom Abteufen bis zur Stilllegung zusammen und schreibt somit die Zahlen und Daten von Meurchin unter der Regie von Lens weiter fort.
| Schacht-nummer | Ort     | Gründung | Ende der Förderung | Schließung | max. Teufe | gesamte Fördermenge in Mio. t |
| -------------- | ------- | -------- | ------------------ | ---------- | ---------- | ----------------------------- |
| 1              | Bauvin  | 1857     | 1936               | 1954       | 283 m      | 5,6                           |
| 3/4            | Wingles | 1869     | 1954               | 1959       | 440 m      | 14,4                          |
| 6              | Carvin  | 1905     | 1932               | ?          | 370 m      | ?                             |

Die Schachtanlagen 2/7 in Meurchin und 5 in Billy-Berclau dienten ausschließlich der Bewetterung und sind daher in der o.a. Tabelle nicht aufgeführt.

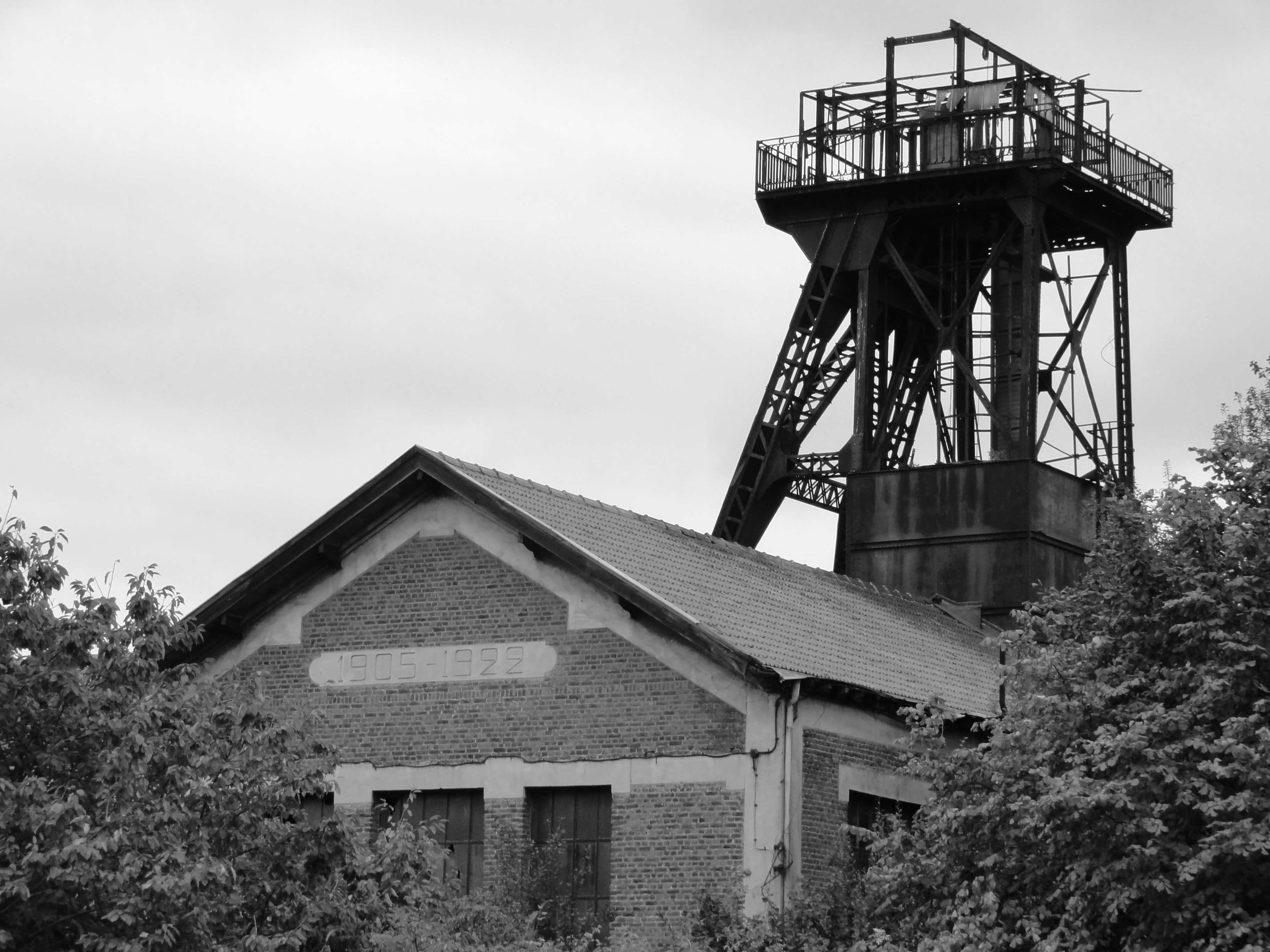
Fördergerüst Schacht 5 heute (2011)

## Weitere Industrieanlagen
Die Gesellschaft hatte ab 1869 Schwierigkeiten, ihre Kohlen zu verkaufen. Deshalb akzeptierte sie den Vorschlag von M. Couillard, zwischen den Anlagen 1 und 3/4 am Kanal von Deûle eine Produktionsanlage für Presskohle zu errichten. Da die Vertragsbedingungen für das Bergwerk sehr ungünstig waren und sich die Wirtschaftslage auf dem freien Markt bald wieder erholte, wurde die Zusammenarbeit 1875 mit der Schließung des Presswerkes beendet.
Stattdessen errichtete das Bergwerk selbst 1880 an gleichem Ort in Eigenregie eine Wäsche für Magerkohle und ein Werk zur Herstellung von Eierkohlen und Briketts.

## Der Kohlevertrieb
Weil die Schachtanlagen der Société de Meurchin anfänglich nicht an das öffentliche Eisenbahnnetz angeschlossen war, aber günstig am Deûle-Kanal lagen, wurden ihre Produkte hauptsächlich per Schiff abtransportiert. Hierzu wurde ein Zechenhafen am Kanal errichtet. Bald wurden die Meurchin-Gruben durch eine kurze Stichstrecke mit der im Bau befindlichen Eisenbahnlinie von Lens nach Armentières verbunden.
Insgesamt folgt für die Zeit um 1880, dass
- der Anteil des Großhandels, der Meurchin beliefert wurde, zwischen 6,3 und 9 % der Gesamtproduktion betrug,
- 67 bis 85 % des Gesamtverkaufs per Schiff befördert wurden,
- nach der Eröffnung der Eisenbahn von Hénin-Liétard nach Don die Güterwagentransporte, die 1876 nur 1.780 Tonnen oder 3 % betrugen, im Jahr 1878 auf 21.000 Tonnen oder 21 % anstiegen,
- ungefähr 60 bis 75 % der Meurchin-Kohle im Departement Nord abgesetzt werden konnte und
- dass der Eigenverbrauch 6 bis 9 % der Gesamtproduktion ausmachte.